# Færøyna
Færøyna ist eine Insel am südlichen Ende des Hjeltefjord, nahe der Einmündung in den Byfjord, in der Gemeinde Askøy in der norwegischen Provinz Vestland.
Es bestehen auch die Bezeichnungen Faero, Faeroy, Faeroyna, Faeroyni, Færö, Færøy, Færøyna oder Færøyni.
Die Insel liegt nordwestlich von Bergen zwischen Litlesotra und Askøy, südlich der Insel Skorpo. Unmittelbar östlich befindet sich die kleinere Insel Lamholmen. Færøyna sind mehrere kleine Inseln vorgelagert, so Skarven an der Nordspitze.
Die Insel erstreckt sich von Norden nach Süden über etwa 630 Meter bei einer Breite von bis zu etwa 450 Metern. Sie erreicht eine Höhe von bis zu 46 Metern. Die felsige, hügelige Insel ist bewaldet.
Auf der Insel wurde 1917 eine Küstenbatterie, das Færøy fort, eingerichtet, die nach der deutschen Besetzung Norwegens im Zweiten Weltkrieg als Marine Küsten Batterie 1./504 Zug Färö geführt und ausgebaut wurde. Die militärische Nutzung, dann wieder durch norwegische Truppen, hielt bis 1961 an. Mehrere erhaltene Anlagen der Militäreinrichtung, vor allem im Südwesten der Insel, stehen unter Denkmalschutz.